# Coenotephria tophaceata
Coenotephria tophaceata là một loài bướm đêm trong họ Geometridae.